# Patrick Pearse

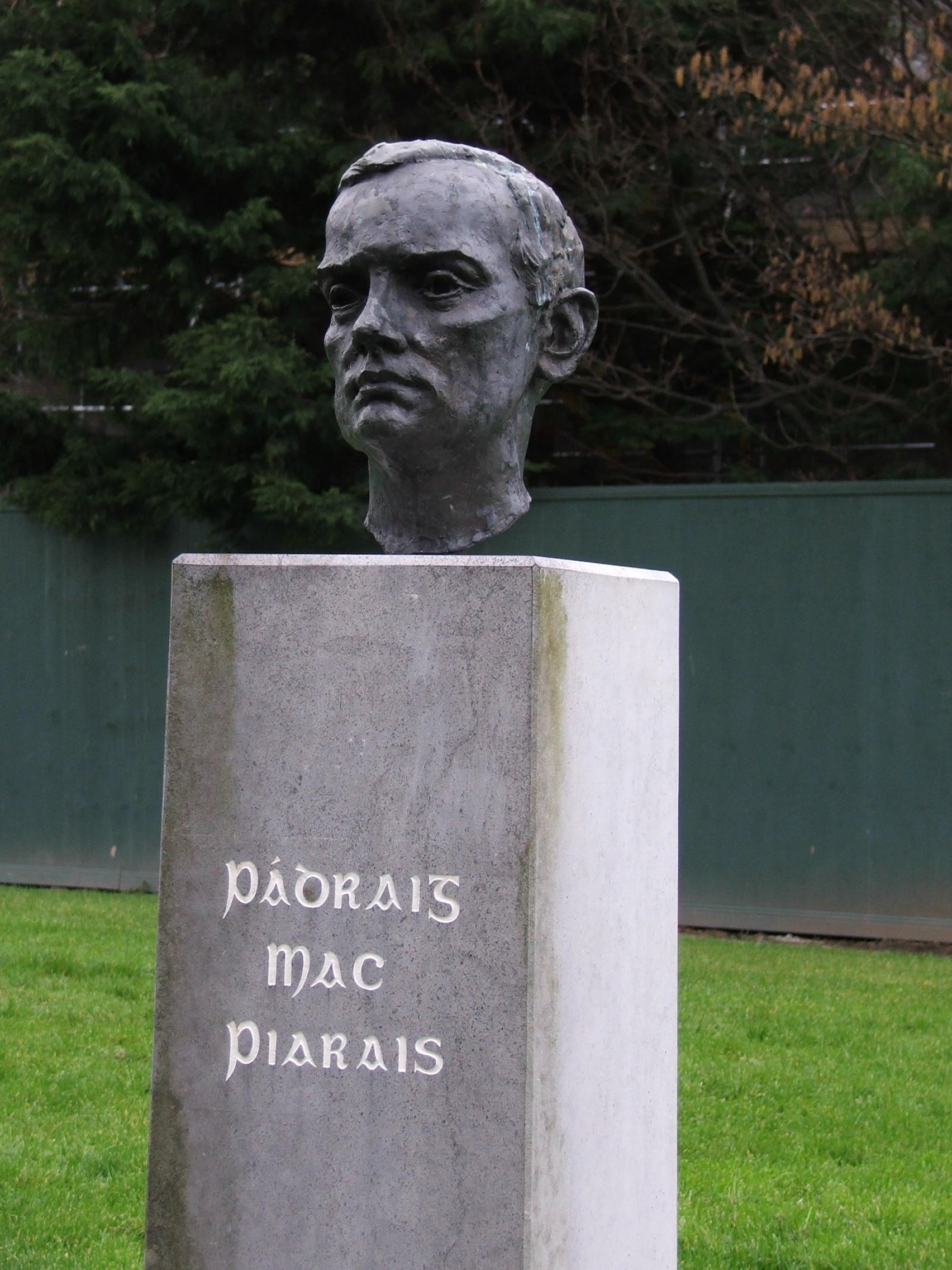
Popiersie z irlandzkim imieniem i nazwiskiem w Tralee, hrabstwo Kerry

Patrick Pearse, znany także jako Pádraig Pearse, (z irl. Pádraig Anraí Mac Piarais, ur. 10 listopada 1879, zm. 3 maja 1916) – irlandzki nauczyciel, adwokat, poeta i polityk, przywódca powstania wielkanocnego w 1916 roku.

## Życiorys
Urodził się w Dublinie. Jego ojciec był angielskim rzemieślnikiem z Birmingham, nawróconym w 1870 roku na katolicyzm i popierającym autonomię Irlandii. Jego matka była rodowitą Irlandką.
Mając 16 lat Patrick wstąpił w 1896 do Ligi Gaelickiej (Conradh na Gaeilge), zaś w 1903 został redaktorem gazety „An Claidheamh Soluis” („Świetlisty Miecz”). W 1913 związał się z Irlandzkimi Ochotnikami. W 1914 został członkiem tajnego Bráithreachas na Poblachta (Irlandzkiego Bractwa Republikańskiego). 
24 kwietnia 1916 stanął na czele powstania wielkanocnego. W swoim przemówieniu na stopniach opanowanego przez powstańców gmachu poczty ogłosił powstanie Republiki Irlandzkiej. 30 kwietnia powstańcy zostali pokonani przez brytyjskie wojska, a przywódcy w większości zostali schwytani i wtrąceni do więzienia jako kryminaliści. 
Rankiem 3 maja 1916 Pearse został stracony jako pierwszy z 16 przywódców powstania.